# John Eriksson (mykolog)
John Leonard Eriksson, född 26 mars 1921 i Hagfors, död 1 juni 1995, var en svensk mykolog. Han specialiserade sig på skinnsvampar inom gruppen basidsvampar och samlade i Sverige (särskilt i Muddus nationalpark, Göteborgsregionen samt Värnamo), Finland och Kanada.
Eriksson var student till John Axel Nannfeldt och Seth Lundell, och försvarade sin doktorsavhandling Studies in the Heterobasidiomycetes and Homobasidiomycetes-Aphyllophorales of Muddus national park in North Sweden om den ved-associerade svampfloran i Muddus nationalpark vid Uppsala universitet 1958. Opponent var den holländske mykologen Marinus Donk.
Eriksson fick anställning som lektor vid Göteborgs universitet 1961. Han fick en personlig forskardocentur 1967 som omvandlas till en professur 1977. Eriksson gick i pension 1986.
Eriksson handledde flera studenter som senare skulle föra skinnsvampstraditionen vidare, inte minst Nils Hallenberg och Karl-Henrik Larsson. Eriksson hade även långtgående samarbeten med Kurt Hjortstam och Leif Ryvarden.
Eriksson var huvudförfattare och illustratör till bokserien The Corticiaceae of North Europe (1973–1988, Fungiflora förlag). Eriksson var känd för sina mycket noggranna och tydliga illustrationer av mikromorfologiska karaktärer, något som denna bokserie bjuder på i riklig mängd.
Erikssons auktorsbeteckning är J. Erikss. Han beskrev 16 släkten (till exempel Paullicorticium) och 55 arter (till exempel Phlebia firma), och han genomförde 119 nomenklatoriska omkombinationer. Närmare 10 arter har uppkallats efter Eriksson, bland andra Xylodon erikssonii och Hypochnicium erikssonii.